# 网脉双盖蕨
网脉双盖蕨（学名：Diplazium stenochlamys）也称网脉短肠蕨，为蹄盖蕨科双盖蕨属下的一个种。